# Асофейфа, Рэндалл
Рэ́ндалл Асофе́йфа Корра́лес (исп. Randall Azofeifa Corrales; 30 декабря 1984, Сан-Хосе, Коста-Рика) — коста-риканский футболист, игравший на позиции полузащитника. Выступал за сборную Коста-Рики.

## Карьера
Начинал свою карьеру в клубе «Саприсса», в котором он стал двукратным чемпионом Коста-Рики и победителем Лиги чемпионов КОНКАКАФ.
В 2006 году переехал в Европу, где заключил контракт с бельгийским клубом «Гент», за который Асофейфа выступал в течение 5 лет. В 2010 году футболист вместе с командой стал обладателем Кубка Бельгии.
В 2011 году костариканец перешёл в чемпионат Турции. Первым его клубом был «Генчлербирлиги». За него он выступал в течение двух сезонов. Всего за команду в первенстве Асофейфа провел 70 игр и забил 7 мячей.
В 2013 году игрок подписал контракт с другим турецким клубом «Кайсери Эрджиесспор».
В сентябре 2014 года Асофейфа вернулся в Коста-Рику выступать за клуб «Уругвай де Коронадо».
В январе 2015 года он присоединился к клубу «Эредиано».

## Сборная
Рэндалл Асофейфа выступал за юношеские и молодёжную команды Коста-Рики. В 2005 году он дебютировал за основную сборную страны.
В 2006 году полузащитник вошёл в состав Коста-Рики на Чемпионат мира в Германии. На мундиале Асофейфа провел одну игру. В матче открытия турнира, в котором сборная Коста-Рики играла против Германии, полузащитник вышел замену на последней минуте вместо Рональда Гомеса.

## Достижения

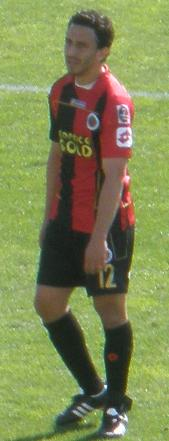
Рэндалл Асофейфа в составе «Генчлербирлиги»

- Бронзовый призёр клубного чемпионата мира: 2005
- Победитель Кубка чемпионов КОНКАКАФ: 2005
- Чемпион Коста-Рики (4): 2003/04, 2005/06, 2015 (В), 2016 (В)
- Обладатель клубного кубка UNCAF: 2003
- Обладатель Кубка Бельгии: 2009/10
- Финалист Суперкубка Бельгии: 2010